# Vajíčko (opera)
Vajíčko (v anglickém originále The Egg) je chrámová opera (autor ji označuje jako „operní hádanka“) o třech obrazech italsko-amerického skladatele Giana Carla Menottiho na vlastní libreto z roku 1976. Poprvé byla provedena 15. června 1976 v římskokatolické katedrále ve Washingtonu společně s Menottiho starší chrámovou operou Martinova lež.

## Vznik a historie opery
Operní podobenství zasazené do doby raného křesťanství, určené primárně pro inscenaci v chrámovém prostoru, objednala u skladatele římskokatolická katedrála ve Washingtonu; financovala je nadace Edward W. Hazen Foundation. Menotti pracoval na partituře na poslední chvíli a posledních 40 stran podle tisku dodal až čtyři dny před premiérou. Podle skladatele „je zaměřená na Velikonoce, i když může být hrána kdykoli. Proto tam máme to vajíčko.“
Provedení díla trvá asi jednu hodinu.
Vajíčko bylo v období několika let po svém vzniku provedeno na několika místech: v květnu 1978 v kostele Circular Congressional Church v Charlestonu v rámci Festivalu dvou světů, v listopadu 1980 v newyorské Brooklyn Academy of Music (dirigoval skladatel Lukas Foss), o Velikonocích 1981 v katedrále sv. Jakuba v Chicagu. V Evropě bylo ve stejné době provedeno jen v Anglii v podání Nottingham Music Theatre (3. ledna 1978 Nottingham, kostel P. Marie; 6. ledna 1978 katedrála v Derby). Od počátku 80. let 20. století je uváděno zřídka (např. roku 2001 v Buffalu souborem Opera Sacra k Menottiho devadesátinám). Z plánované televizní inscenace pro NBC režírované Menottim sešlo.
Kritika byla k dílu zčásti benevolentní („Ten drobet hudby ... je velmi hezký a odvozený ... ve značné míře ... z pucciniovských náznaků.“; „Hudba, často docela operní, je barvitá, melodická a celkově okouzlující. Postavy mi však připadaly docela hloupé a rušivě přehnané.“). Vajíčko se však dočkalo i ostrých odsudků: „Hudba k Vajíčku prakticky neexistuje a jeho poselství o nalezení tajemství života v tom, že ho darujeme jiným, dosahuje vrcholu prostoduchosti“; „... nepodstatné, hloupé, eticky plytké a hudebně bezcenné“.

## Osoby a první obsazení
| Osoba                                     | hlasový obor           | světová premiéra (15.6.1976) |
| ----------------------------------------- | ---------------------- | ---------------------------- |
| Svatý Simeon Stylita                      | tenor                  | Anastasios Vrenios           |
| Manuel, jeho synovec                      | tenor / vysoký baryton | Matthew Murray               |
| Basilissa, císařovna byzantská (Pýcha)    | soprán                 | Esther Hinds                 |
| Areobindus, císařovnin favorit (Smilstvo) | baryton                | Sigmund Cowan                |
| Gourmantus, kuchař (Obžerství)            | bas                    | Gimi Beni                    |
| Priscus, vrchní eunuch (Lenost)           | tenor                  | Gene Tucker                  |
| Pachomius, správce pokladny (Lakomství)   | baryton                | Richard S. Dirksen           |
| Sestra Basilissy (Závist)                 | mezzosoprán            | Dana Krueger                 |
| Julian, kapitán gardy (Hněv)              | němá role              | Frank Phelan                 |
| Priscus                                   | ...                    | Peter Fish                   |
| Žebračka                                  | soprán                 | Regina McConnell             |
| Basilissini dvořané                       |                        |                              |
| Dirigent:                                 | Dirigent:              | Paul Callaway                |
| Režie:                                    | Režie:                 | Gian Carlo Menotti           |

## Instrumentace
Flétna, hoboj, klarinet, fagot, lesní roh, trubka, pozoun, bicí souprava, harfa, varhany, housle, viola, violoncello, kontrabas.

## Děj opery
Odehrává se v Byzantské říši v 5. století.
(1. obraz – Poušť) Simeon Stylita tráví již třicet svůj život ve zbožném odříkání na vysokém sloupu. Jeho synovec Manuel se ho ptá na smysl lidského života. Tato otázka není pro svatého Simeona nová: položil ji kdysi sám Hospodinovi a dostal od něho místo odpovědi vajíčko s proroctvím, že až se vejce otevře, bude jeho otázka zodpovězena. Ale vajíčko se otevřít nedalo a Simeon ho nakonec zahodil. Nyní ho ale pro svého synovce opět vyhledá.
(2. obraz – Na dvoře Basilissy) Manuel o příhodě vypráví Aerobindovi, milenci byzantské císařovny. Ta by ale chtěla zázračné vejce i odpověď na otázku sama. Manuel je proto zatčen a odsouzen k smrti za rouhání proti Bohu. Ale ani císařovna, ani nikdo z jejích dvořanů (sedm, z nichž každý reprezentuje jeden ze sedmi hlavních hříchů) nejsou schopni vajíčko otevřít. Ze strachu nakonec císařovna Manuela omilostní a vejce mu vrátí, vykáže jej však z hlavního města.
(3. obraz – Cesta mimo město) Manuel na cestách potká žebračku s hladovějícím dítětem. Nemaje nic, co by jí mohl darovat, dá jí své vajíčko. To se žebračce otevře a pomůže nasytit dítě, které je tak zachráněno před smrtí hladem.
Manuel se vydá zpět do Cařihradu, aby zvěstoval konec příběhu. Je ale znovu zajat a odsouzen. Tu sestoupí svatý Simeon se svého sloupu a poučuje císařský dvůr: Celý příběh byl podobenstvím o tom, že lidé spolu mají žít v míru a přátelství a vzájemně si pomáhat. Simeon bere synovce za ruku a oba se vydávají pryč z města pomáhat lidem.

## Nahrávka
- 1981 (CD, WCF Live!) Zpívají (Manuel) Thomas Sillitti, (Simeon) John Vorrasi, (Basilissa) Joan Gibbons. Wiliam Ferris Chorale a Composer Festival Orchestra řídí William Ferris (živý záznam z provedení v Chicagu roku 1981 k Menottiho 70. narozeninám).